# О’Хэр, Марк
Марк О’Хэр (англ. Mark O'Hare) — американский иллюстратор, аниматор, сценарист и режиссёр. Более известен по работе над мультсериалами «Губка Боб Квадратные Штаны», «Новая жизнь Рокко» и «Лагерь Лазло», является автором комикса «Городской пёс».

## Биография и карьера
Марк О’Хэр родился 18 июля 1968 года в нейборхуде Лос-Анджелеса Сан-Педро, штат Калифорния, США. До второго курса обучался в Университете Пердью по специальности «Авиационная инженерия», после чего поступил в Калифорнийский институт искусств, где учился на программе «Анимация персонажей». Начал создавать комиксы будучи студентом Университета Пердью, среди которых был «Art Gallery» для студенческой газеты «Purdue Exponent».
В 1992 году О’Хэр устроился на работу в Nickelodeon, начав свою анимационную карьеру с мультсериала «Новая жизнь Рокко» в качестве сценариста и художника раскадровки, в котором познакомился с такими людьми, как Стивен Хилленберг, Дерек Драймон, Алан Смарт, мистер Лоуренс и другими. После закрытия данного мультсериала О’Хэр присоединился к работе над проектом Стивена Хилленберга «Губка Боб Квадратные Штаны», в котором Марк проработал вплоть до окончания третьего сезона. В 1995 году создал комикс «Городской пёс», выпуски которого завершились в 2001 году.
После «Губки Боба» Марк участвовал в таких мультсериалах, как «Суперкрошки», «Чаудер», «Могучая Би», «Время приключений». Также работал креативным режиссёром, сценаристом, раскадровщиком и продюсером в новом мультсериале Джо Мюррэя, «Лагерь Лазло». За свою работу над «Лагерем Лазло» Марк в 2007 и 2008 годах получил премию «Эмми» в номинации «Выдающаяся анимационная программа».
В настоящее время работает в «Illumination Entertainment».

## Фильмография

### Телевидение
| Годы            | Название                    | Примечания                                                                          |
| --------------- | --------------------------- | ----------------------------------------------------------------------------------- |
| 1992—1996       | Новая жизнь Рокко           | Сценарист Художник раскадровки Режиссёр Ассистент режиссёра Ассистент раскадровщика |
| 1995            | Шоу Рена и Стимпи           | Художник раскадровки                                                                |
| 1996—1999       | Эй, Арнольд!                | Режиссёр Режиссёр по раскадровке Художник раскадровки                               |
| 1997            | Крутые бобры                | Художник раскадровки Ассистент раскадровщика                                        |
| 1997            | Жизнь с Луи                 | Художник раскадровки                                                                |
| 1997—1998; 2003 | Лаборатория Декстера        | Сценарист Художник раскадровки                                                      |
| 1999—2004       | Губка Боб Квадратные Штаны  | Сценарист Художник раскадровки Режиссёр по раскадровке Оформитель персонажей        |
| 2003—2004       | Суперкрошки                 | Сценарист Художник раскадровки                                                      |
| 2005—2008       | Лагерь Лазло                | Креативный режиссёр Главный продюсер Сценарист Художник раскадровки                 |
| 2008—2009       | Могучая Би                  | Режиссёр по раскадровке                                                             |
| 2009            | Чаудер                      | Сценарист Художник раскадровки                                                      |
| 2010            | Время приключений           | Ревизионист раскадровки                                                             |
| 2013            | Паника в почтовом отделении | Режиссёр                                                                            |

### Фильмы
| Годы | Название                                   | Примечания                  |
| ---- | ------------------------------------------ | --------------------------- |
| 2004 | Шрек 2                                     | Художник раскадровки        |
| 2004 | Подводная братва                           | Дополнительный раскадровщик |
| 2010 | Гадкий я                                   | Художник раскадровки        |
| 2011 | Бунт ушастых                               | Художник раскадровки        |
| 2012 | Лоракс                                     | Художник раскадровки        |
| 2013 | Гадкий я 2                                 | Художник раскадровки        |
| 2015 | Миньоны                                    | Дополнительный раскадровщик |
| 2016 | Тайная жизнь домашних животных             | Художник раскадровки        |
| 2017 | Капитан Подштанник: Первый эпический фильм | Дополнительный раскадровщик |
| 2018 | Гринч                                      | Главный раскадровщик        |
| 2020 | Губка Боб в бегах                          | Главный раскадровщик        |
| 2021 | Миньоны: Грювитация                        | Дополнительный раскадровщик |